# Демонка (филм)
Демонка (јап. 鬼婆, Онибаба), познат и под именом Јама, јапанска историјска драма са елементима хорора, смештена у 14. век.

## Радња
У време грађанског рата у средњовековном Јапану, мајка и кћи (Отова Нобуко и Јошимура Ицуко) преживљавају тако што убијају самураје који залутају у њихову мочвару и продају њихово оружје и оклопе. Након што се њихов сусед Хичи врати из рата и започне везу са млађом женом, међу њима настаје сукоб који завршава трагично.

## Критика
У својој књизи Сто година Јапанског филма (из 2005), Доналд Ричи хвали квалитет фотографије и сензуалну експерименталну музику, као и алегоријска значења филма. Иако површно изгледа као хорор, овај филм је снажна, натуралистичка социјална и антиратна драма.